# Konstantinos Charalambidis
Constantinos "Costas" Charalambides (Nicosia, Chipre, 25 de julio de 1981) es un futbolista chipriota, se desempeña como centrocampista y actualmente juega en el APOEL FC de Chipre.

## Clubes
| Club             | País     | Años        |
| ---------------- | -------- | ----------- |
| APOEL FC         | Chipre   | 1997 - 2004 |
| Panathinaikos FC | Grecia   | 2004 - 2006 |
| PAOK Salónica FC | Grecia   | 2006        |
| Panathinaikos FC | Grecia   | 2006 - 2007 |
| Carl Zeiss Jena  | Alemania | 2007 - 2008 |
| APOEL FC         | Chipre   | 2008 -      |

## Palmarés
APOEL FC
- Primera División de Chipre: 2001-02, 2003-04, 2008-09, 2010-11
- Copa de Chipre: 1999, 2008
- Supercopa de Chipre: 2002, 2004, 2008, 2009, 2011

- Datos: Q556963